# Literna callosa
Literna callosa är en insektsart som först beskrevs av Victor Antoine Signoret 1858.  Literna callosa ingår i släktet Literna och familjen spottstritar. Inga underarter finns listade i Catalogue of Life.